# Copris laioides
Copris laioides är en skalbaggsart som beskrevs av Antoine Boucomont 1932. Copris laioides ingår i släktet Copris och familjen bladhorningar. Inga underarter finns listade i Catalogue of Life.